# EFL Championship
Die EFL Championship (bis 2016 Football League Championship, weitere Bezeichnungen: The Championship oder Sky Bet Championship (offizieller Sponsorname)) ist seit der Saison 2004/05 die zweithöchste Spielklasse im englischen Fußball nach der Premier League. Sie hat die First Division abgelöst. Innerhalb der English Football League ist sie die höchste Spielklasse.

## Struktur
In der EFL Championship spielen 24 Mannschaften in einer einfachen Runde mit Hin- und Rückspiel. Jeder Sieg wird mit drei Punkten und jedes Remis mit einem Punkt belohnt. Am Ende einer Saison steigen die beiden höchstplatzierten Vereine der Abschlusstabelle direkt in die Premier League auf. Darüber hinaus wird ein dritter Aufsteiger ermittelt, der die Spielzeit zwischen der dritten und sechsten Position abgeschlossen hat und zwei Play-off-Runden gewinnt. In den Play-offs spielen jeweils der Dritt- gegen den Sechstplatzierten und der Viert- gegen den Fünftplatzierten in einem Hin- und Rückspiel, wobei das jeweils schwächere Team im ersten Spiel Heimrecht hat. Es gilt nicht die Auswärtstorregel. Die beiden Gewinner spielen anschließend den dritten Aufsteiger in einem Endspiel im Wembley-Stadion (2005 und 2006 wegen des Neubaus von Wembley im Millennium Stadium in Cardiff) aus. Die drei Aufsteiger werden durch die drei Absteiger aus der Premier League ersetzt, die in ihrer Liga die letzten drei Plätze in der Abschlusstabelle belegt haben. Analog dazu steigen die letzten drei Mannschaften der EFL Championship in die dritte Liga, die EFL League One, ab und werden durch drei Aufsteiger aus dieser Liga nach dem gleichen Prinzip ersetzt.
Die Position innerhalb der Liga wird nach folgenden Kriterien bestimmt: erzielte Punkte, Tordifferenz, geschossene Tore, Minitabelle von zwei oder mehr Teams unter Berücksichtigung der zuvor genannten Kriterien, Play-off-Spiel(e).

## Mannschaften in der Saison 2025/26
- Birmingham City
- Blackburn Rovers
- Bristol City
- Charlton Athletic
- Coventry City
- Derby County
- Hull City
- Ipswich Town
- Leicester City
- FC Middlesbrough
- FC Millwall
- Norwich City
- Oxford United
- FC Portsmouth
- Preston North End
- Queens Park Rangers
- Sheffield United
- Sheffield Wednesday
- FC Southampton
- Stoke City
- Swansea City
- FC Watford
- West Bromwich Albion
- AFC Wrexham

## Sieger der EFL Championship
| Saison  | Meister                 | Vizemeister            | Playoff-Sieger      | Bester Torschütze                                                      |
| ------- | ----------------------- | ---------------------- | ------------------- | ---------------------------------------------------------------------- |
| 2004/05 | AFC Sunderland          | Wigan Athletic         | West Ham United     | Nathan Ellington (Wigan Athletic) (24)                                 |
| 2005/06 | FC Reading              | Sheffield United       | FC Watford          | Marlon King (FC Watford) (21)                                          |
| 2006/07 | AFC Sunderland          | Birmingham City        | Derby County        | Jamie Cureton (Colchester United) (23)                                 |
| 2007/08 | West Bromwich Albion    | Stoke City             | Hull City           | Sylvan Ebanks-Blake (Wolverhampton Wanderers) (23)                     |
| 2008/09 | Wolverhampton Wanderers | Birmingham City        | FC Burnley          | Sylvan Ebanks-Blake (Wolverhampton Wanderers) (25)                     |
| 2009/10 | Newcastle United        | West Bromwich Albion   | FC Blackpool        | Nicky Maynard (Bristol City) und Peter Whittingham (Cardiff City) (20) |
| 2010/11 | Queens Park Rangers     | Norwich City           | Swansea City        | Danny Graham (FC Watford) (24)                                         |
| 2011/12 | FC Reading              | FC Southampton         | West Ham United     | Rickie Lambert (FC Southampton) (27)                                   |
| 2012/13 | Cardiff City            | Hull City              | Crystal Palace      | Glenn Murray (Crystal Palace) (30)                                     |
| 2013/14 | Leicester City          | Burnley                | Queens Park Rangers | Ross McCormack (Leeds United) (28)                                     |
| 2014/15 | AFC Bournemouth         | FC Watford             | Norwich City        | Daryl Murphy (Ipswich Town) (27)                                       |
| 2015/16 | FC Burnley              | FC Middlesbrough       | Hull City           | Andre Gray (FC Burnley und FC Brentford) (25)                          |
| 2016/17 | Newcastle United        | Brighton & Hove Albion | Huddersfield Town   | Chris Wood (Leeds United) (27)                                         |
| 2017/18 | Wolverhampton Wanderers | Cardiff City           | FC Fulham           | Matěj Vydra (Derby County) (21)                                        |
| 2018/19 | Norwich City            | Sheffield United       | Aston Villa         | Teemu Pukki (Norwich City) (29)                                        |
| 2019/20 | Leeds United            | West Bromwich Albion   | FC Fulham           | Aleksandar Mitrović (FC Fulham) (26)                                   |
| 2020/21 | Norwich City            | FC Watford             | FC Brentford        | Ivan Toney (FC Brentford) (31)                                         |
| 2021/22 | FC Fulham               | AFC Bournemouth        | Nottingham Forest   | Aleksandar Mitrović (FC Fulham) (43)                                   |
| 2022/23 | FC Burnley              | Sheffield United       | Luton Town          | Chuba Akpom (FC Middlesbrough) (28)                                    |
| 2023/24 | Leicester City          | Ipswich Town           | FC Southampton      | Sammie Szmodics (Blackburn Rovers) (27)                                |
| 2024/25 | Leeds United            | FC Burnley             | AFC Sunderland      | Joël Piroe (Leeds United) (19)                                         |

## Absteiger der EFL Championship
Diese Tabelle zeigt die drei Absteiger aus der EFL Championship in der jeweiligen Saison. In Klammern steht die erreichte Punkteanzahl.
| Saison  | 22. Platz                | 23. Platz                    | 24. Platz                   |
| ------- | ------------------------ | ---------------------------- | --------------------------- |
| 2004/05 | FC Gillingham (50)       | Nottingham Forest (44)       | Rotherham United (29)       |
| 2005/06 | Crewe Alexandra (42)     | FC Millwall (40)             | Brighton & Hove Albion (38) |
| 2006/07 | Southend United (42)     | Luton Town (40)              | Leeds United (36)           |
| 2007/08 | Leicester City (52)      | Scunthorpe United (46)       | Colchester United (38)      |
| 2008/09 | Norwich City (46)        | FC Southampton (45)          | Charlton Athletic (39)      |
| 2009/10 | Sheffield Wednesday (47) | Plymouth Argyle (41)         | Peterborough United (34)    |
| 2010/11 | Preston North End (42)   | Sheffield United (42)        | Scunthorpe United (42)      |
| 2011/12 | FC Portsmouth (40)       | Coventry City (40)           | Doncaster Rovers (36)       |
| 2012/13 | Peterborough United (54) | Wolverhampton Wanderers (51) | Bristol City (41)           |
| 2013/14 | Doncaster Rovers (44)    | FC Barnsley (39)             | Yeovil Town (37)            |
| 2014/15 | FC Millwall (41)         | Wigan Athletic (39)          | FC Blackpool (25)           |
| 2015/16 | Charlton Athletic (40)   | Milton Keynes Dons (39)      | Bolton Wanderers (30)       |
| 2016/17 | Blackburn Rovers (51)    | Wigan Athletic (42)          | Rotherham United (23)       |
| 2017/18 | FC Barnsley (41)         | Burton Albion (41)           | AFC Sunderland (37)         |
| 2018/19 | Rotherham United (40)    | Bolton Wanderers (32)        | Ipswich Town (31)           |
| 2019/20 | Charlton Athletic (48)   | Wigan Athletic (47)          | Hull City (45)              |
| 2020/21 | Wycombe Wanderers (43)   | Rotherham United (42)        | Sheffield Wednesday (41)    |
| 2021/22 | Peterborough United (37) | Derby County (34)            | FC Barnsley (30)            |
| 2022/23 | FC Reading (44)          | FC Blackpool (44)            | Wigan Athletic (42)         |
| 2023/24 | Birmingham City (50)     | Huddersfield Town (45)       | Rotherham United (27)       |
| 2024/25 | Luton Town (49)          | Plymouth Argyle (46)         | Cardiff City (44)           |

## Zuschauerzahlen
Diese Tabelle zeigt die Zuschauerzahlen der EFL Championship in der jeweiligen Saison.
| Saison  | Anzahl Zuschauer | Anzahl Spiele | Schnitt pro Spiel |
| ------- | ---------------- | ------------- | ----------------- |
| 2004/05 | 09.614.170       | 552           | 17.417            |
| 2005/06 | 09.719.263       | 552           | 17.607            |
| 2006/07 | 10.034.853       | 552           | 18.179            |
| 2007/08 | 09.398.767       | 552           | 17.027            |
| 2008/09 | 09.874.176       | 552           | 17.888            |
| 2009/10 | 09.907.882       | 552           | 17.949            |
| 2010/11 | 09.587.436       | 552           | 17.369            |
| 2011/12 | 09.791.717       | 552           | 17.739            |
| 2012/13 | 09.656.126       | 552           | 17.493            |
| 2013/14 | 09.166.004       | 552           | 16.605            |
| 2014/15 | 09.839.335       | 551           | 17.857            |
| 2015/16 | 09.705.635       | 552           | 17.583            |
| 2016/17 | 11.105.922       | 552           | 20.119            |
| 2017/18 | 11.309.726       | 552           | 20.489            |
| 2018/19 | 11.113.037       | 552           | 20.132            |
| 2019/20 | 08.251.897       | 552           | 18.585            |
| 2021/22 | 09.310.401       | 552           | 16.867            |
| 2022/23 | 10.377.526       | 552           | 18.799            |
| 2023/24 | 12.719.420       | 552           | 23.042            |
| 2024/25 | 12.175.296       | 552           | 22.057            |